# Campocolinus
Campocolinus é um género de aves da ordem Galliformes e da família Phasianidae. As aves deste género são deignadas comummente por francolins.

## Espécies
Este género compreende actualmente três espécies:
- Francolim-das-pedras, Campocolinus coqui
- Francolim-de-garganta-branca, Campocolinus albogularis
- Francolim-de-schlegel, Campocolinus schlegelii